# Dáil Éireann
Cet article concerne l'actuelle chambre basse du parlement irlandais. Pour ses occurrences précédentes, voir Dáil Éireann (1919-1922) et Dáil Éireann (État libre d'Irlande).
34e Dáil Éireann
Dáil Éireann (État libre d'Irlande)
Leinster House
Le Dáil Éireann (prononcé en irlandais : /d̪ˠaːlʲ ˈeːɾʲən̪ˠ/ ; en anglais : /dɔɪl ˈɛəɹən/  ; litt. « Assemblée d'Irlande » ; en anglais : Assembly of Ireland) est la chambre basse de l'Oireachtas, le parlement de l'Irlande, qu'il forme avec le Seanad et le président de l'Irlande. Il est composé de 174 membres — appelés Teachtaí Dála — élus pour un mandat de cinq ans selon le mode de scrutin à vote unique transférable. Il nomme et peut révoquer le chef du gouvernement du pays, le Taoiseach, qui est responsable devant lui.
Le Dáil Éireann se réunit depuis 1922 à Leinster House à Dublin.

## Composition

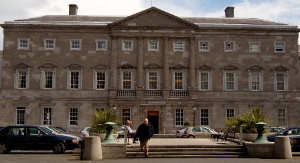
Leinster House à Dublin, siège du Dáil Éireann.

Le Dáil Éireann — souvent abrégé en Dáil — est composé de 174 sièges pourvus pour cinq ans au scrutin à vote unique transférable dans quarante-trois circonscriptions électorales dotées de 3 à 5 sièges en fonction de leur population. 
Ce mode de scrutin proportionnel plurinominal permet aux électeurs de voter directement pour des candidats en les classant par ordre de préférence, tout en étant à finalité proportionnelle. Une fois l'ensemble des bulletins dépouillés, un quota est déterminé en divisant ce total par le nombre de sièges à pourvoir dans la circonscription, plus un. Tout candidat ayant reçu un nombre de voix de première préférence supérieur au quota remporte d'emblée un des sièges à pourvoir. S'il reste un ou plusieurs siège à pourvoir, les secondes préférences inscrites par les électeurs sont prises en compte : on élimine le candidat ayant reçu le moins de premières préférences, et les secondes préférences que les électeurs ont inscrites sur ces bulletins sont répartis aux candidats concernés. Si l'un d'entre eux dépasse à présent le quota grâce à ces votes cumulés, il remporte un siège. À défaut, ou s'il reste encore des sièges à pourvoir, l'on procède à nouveau à l'élimination du candidat restant ayant recueilli le moins de suffrages cumulés, et ainsi de suite jusqu'à ce que tous les sièges aient été pourvus. 
Selon la répartition des votes, il est possible que les candidats restants n'atteignent pas le quota, auquel cas le siège est attribué au dernier en lice après élimination de tous ceux ayant recueilli moins de votes cumulés. Les députés élus sont appelés Teachta Dála, abrégé en TD. Ils sont en moyenne 3,9 par circonscription.

Nombre de sièges par circonscription en 2024.

Le nombre total de députés est variable : une commission de circonscription se réunit au moins tous les douze ans en accord avec les dispositions de la loi électorale de 1997 qui impose de redéfinir les limites des circonscriptions au minimum avant cet intervalle, sur la base des données démographiques du dernier recensement. La Commission dispose d'un certain pouvoir discrétionnaire, mais elle est tenue par la Constitution de ne pas dépasser un ratio de 30 000 personnes par élu. Elle est également par convention obligée de ne pas dépasser les limites traditionnelles des comtés, sauf dans de rares cas, même si cela entraîne une légère surreprésentation de certains d'entre eux. La dernière loi électorale promulguée en décembre 2023, a ainsi fait passer le total de 160 à 174 sièges .
Le président de la chambre, le Ceann Comhairle, est automatiquement réélu s'il ne notifie pas son intention de ne pas se représenter, conformément à l'article 16-6 de la Constitution, ramenant parfois à 173 le nombre de sièges à pourvoir par les électeurs.

### Conditions d'éligibilités
Pour être élu député, il faut avoir au moins 21 ans. Les membres du Dáil sont appelés Teachta Dála ou TD.
L'électorat du Dáil comprend tous les citoyens irlandais ou britanniques ayant plus de 18 ans et résidant en Irlande. Le Taoiseach peut demander au président d'Irlande de dissoudre le Dáil à tout moment : dans ce cas, l'élection intervient dans les 30 jours. Néanmoins, les élections se déroulent généralement tous les 5 ans — même si la Constitution donne une législature de 7 ans.

## Présidence
Le président du Dáil Éireann est appelé Ceann Comhairle. Il est élu parmi les députés. On attend de lui qu'il observe une stricte neutralité. Toutefois, la majorité gouvernementale tente généralement de le choisir en son sein ou parmi ses alliés, si son importance numérique le permet. 
Pour renforcer l'impartialité de la présidence, un président en exercice ne brigue pas sa réélection comme député mais il est considéré comme automatiquement réélu lors des élections générales, sauf s'il a décidé de prendre sa retraite. Le président du Dáil ne vote pas sauf en cas d'égalité. Dans ce cas, il vote conformément aux usages parlementaires du système de Westminster.

## Pouvoirs
Bien qu'en théorie le Dáil Éireann n'est que l'un des trois composants de l'Oireachtas, les deux autres étant le président d'Irlande et le Seanad, en pratique, les pouvoirs garantis par la constitution au Dáil en font de loin la branche dominante, ce qui signifie que la plupart des projets de lois examinés par le Dáil deviendront des lois. En plus de ce rôle législatif, le Dáil élit le Taoiseach. Il peut également voter une motion de méfiance au gouvernement : dans ce cas, le Taoiseach peut soit demander la dissolution du Dáil, soit démissionner. Le Dáil possède aussi des pouvoirs exclusifs pour :
- proposer le budget (qui ne peut pas provenir du Seanad),
- ratifier les traités,
- déclarer la guerre ou voter l'engagement dans un conflit.

Le Dáil décide de son ordre du jour et ses membres sont couverts par les immunités parlementaires. Sauf pour ces circonstances exceptionnelles, le Dáil se réunit en public.

## Histoire

### Précurseurs
Le premier organe législatif à exister en Irlande est le Parlement d'Irlande de 1297 à 1800, et la première chambre basse est la Chambre des Communes. Toutefois le Parlement d'Irlande est aboli par l'Acte d'Union en 1800, les députés élus pour l'Irlande siégeant à la Chambre des communes du Royaume-Uni jusqu'en 1922. Les nationalistes irlandais convoque pour la première fois le Dáil Éireann en 1919 en tant parlement révolutionnaire, mais ce dernier n'est pas reconnu par le droit britannique.
En 1921, le gouvernement britannique établit le Parlement d'Irlande du Sud dans le but d'apaiser les nationalistes en accordant à l'Irlande une autonomie limitée, le Home Rule. Toutefois cet organe est rejeté et boycotté par les nationalistes qui restèrent fidèles au Dáil. Néanmoins, comme le premier Dáil est illégal en vertu de la Constitution du Royaume-Uni, la chambre basse du Parlement d'Irlande du Sud, la Chambre des communes d'Irlande du Sud, est considérée dans la théorie juridique britannique comme le précurseur du Dáil.

### Revolutionary Dáil(1919-1922)
L'actuel Dáil est établit par la Constitution irlandaise de 1937 mais revendique un lien direct avec le premier Dáil de 1919. Ce Dáil est une assemblée créée par les députés du Sinn Féin élus à la Chambre des communes du Royaume-Uni lors des élections générales de 1918. Ils se présentent aux élections sur la base d'un engagement pris dans le manifeste du parti, à savoir « [ l'établissement ] d'une assemblée constituante composée de personnes choisies par les circonscriptions irlandaises en tant qu'autorité nationale suprême chargée de parler et d'agir au nom du peuple irlandais ». Après avoir remporté 73 des 105 sièges irlandais — pour la plupart non contestés —, les députés du Sinn Féin refusent de reconnaître le Parlement britannique et se réunissent dans le premier Dáil Éireann (qu'on peut traduire par « Assemblée d'Irlande »). Il est le premier organe législatif monocaméral de la nouvelle République irlandaise, et le premier parlement irlandais à exister depuis 1801.
Ce Dáil ne reçoit toutefois jamais de reconnaissance internationale, à l'exception de la république socialiste fédérative soviétique de Russie. La première réunion du Dáil a lieu le 21 janvier 1919 à Dublin à Mansion House, en présence de 27 députés. L'organe est interdit en septembre 2020, il est obligé de se cacher en se réunissant en de nombreux endroits.

### État libre d'Irlande (1922-1937)
Le premier Dáil reconnu est celui de l'État libre d'Irlande, comprenant les 26 comtés du Sud et de l'Est de l'île, il succède au Dáil de la République irlandaise le 6 décembre 1922. Il est établi par le traité anglo-irlandais de 1921. Le Dáil Éireann est la chambre des représentants, décrite dans la nouvelle constitution comme une « chambre des députés », d'un parlement bicaméral appelé Oireachtas. Le premier Dáil à exister en vertu de la Constitution de l'État libre d'Irlande succède au deuxième Dáil de la République irlandaise et est donc appelé le troisième Dáil. Les sessions de ce Dáil et les suivants se tiennet à Leinster House.

### Constitution de l'Irlande (depuis 1937)
La Constitution de l'Irlande, adoptée en 1937, fonde l'État irlandais moderne, appelé simplement Irlande. Selon la Constitution, le parlement se nomme Oireachtas, et sa chambre basse reste le Dáil Éireann. La première législature à se réunir selon les termes de la Constitution est généralement désigné comme le neuvième Dáil, pour marquer la continuité avec les précédents.
Jusqu'en 1989, un seul parti, le plus souvent le Fianna Fáil, remportait les élections. Depuis 1990, en règle générale, c'est une coalition de partis qui gouverne l'Irlande (dont Fine Gael, Parti travailliste, les Démocrates progressistes, etc.). Depuis 2020, c'est le Fianna Fáil qui dirige un gouvernement minoritaire avec le soutien du Fine Gael.

### Fonctionnement courant
Les seules personnes pouvant s'adresser au Dáil sont généralement des présidents et des premiers ministres (étrangers), uniquement pour des occasions spéciales.
Tony Blair, Bill Clinton, Nelson Mandela, Ronald Reagan et John Fitzgerald Kennedy ont eu cette possibilité. En mai 2017, Michel Barnier, le négociateur du Brexit, apparait au Dáil avant une réunion du Dáil et de Seanad pour délivrer un discours sur les priorités des négociations du Brexit.